# 圣安日纳圣殿

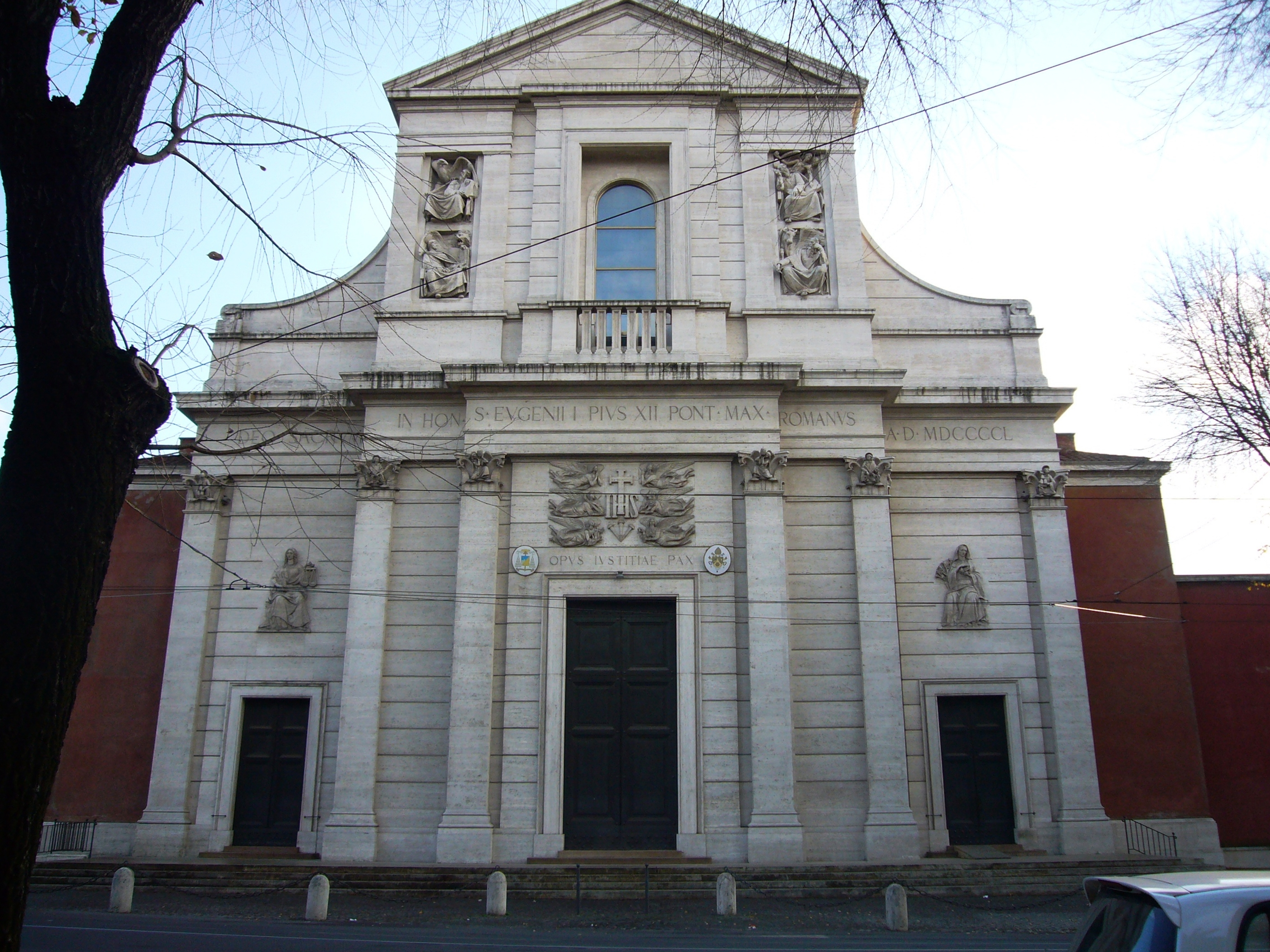

圣安日纳圣殿（Sant'Eugenio）是意大利罗马的一个领衔堂区，供奉教宗安日纳一世（654-657）。 

## 历史
这里的第一座教堂属于“墨索里尼巴洛克”风格。该堂由庇护十二世建立，以纪念他的主保圣人（他的洗名是安日纳·派契利），用在他1942年晉牧25周年银禧时收到的礼物建造。1951年，他祝圣了祭台。
罗马大学一所供神职人员学习的青年男子学校附属于该堂。
内部的壁画包括祭坛上方的“十字架的胜利”（画中有庇护十二世像），以及花地瑪聖母小堂和圣伯多禄圣保禄小堂的壁画。
该堂由主业会管理。

## 执事
1960年3月12日，教宗若望二十三世为该堂任命了一位枢机执事。